# Sympistis bicycla
Sympistis bicycla är en fjärilsart som beskrevs av Alpheus Spring Packard 1867. Sympistis bicycla ingår i släktet Sympistis och familjen nattflyn. Inga underarter finns listade i Catalogue of Life.